# Marine Galstyan
Marine Galstyan (arménien : մարինե գալստյան), née le 14 juin 1980 à Erevan, est une actrice de théâtre  et de télévision italienne d'origine arménienne.

## Biographie
Née à Erevan en 1980, elle a étudié à l'Académie de théâtre et de cinéma d'Eravan et a obtenu un diplôme de mise en scène à la Faculté des arts du théâtre en 2004. En 2002, elle est diplômée du Centre municipal de danse d'Erevan. 
En 2003, elle s'installe en Italie et, entre 2003 et 2006, fréquente l'Université des Arts dramatiques d'Erevan où elle obtient un diplôme d'actrice de théâtre et de cinéma. En 2012, elle fonde l'Association culturelle italo-arménienne et la compagnie de théâtre InControVerso.
Au cours de sa carrière artistique, elle a joué des rôles de tous genres. Elle joue également divers rôles à la télévision et participe en tant que présentatrice à des événements artistiques.

### Vie privée
Marine Galstyan parle anglais, arménien, italien et russe. Elle est mariée à son collègue Sargis Galstyan.

## Filmographie

### Cinéma
- 2004 : Tamo e tamerò  d'Arthur Vardanyan
- 2008 :  Il caso di Amati Malik  d'Emanuele Turbanti
- 2013 : Miradas  de Lorenzo Righini
- 2013 : Coupe Fatale  de Raffaele Totaro
- 2016 : Il ragazzo della Giudecca (it)  d'Alfonso Bergamo
- 2016 : In the Same Garden  d'Ali Asgari
- 2017 : Il resto con i miei occhi  de Massimiliano Amato
- 2021 : Corrida de Toros  de Fabio Romani et Fabio Pollio

### Télévision
- Parnas (Arménie 1, 2000-2003)
- Tutto il mondo è paese (2020) - minisérie, dir. de  Giulio Manfredonia
- Un posto al sole (2020)[3]

## Théâtre
- La casa delle bambole, d'Henrik Ibsen, dir. de Rafael Jrbashyan (2006)
- Mateo Falcone, de Prosper Mérimée, dir. de Marine Galstyan (2006)
- Antigone, de Jean Anouilh, dir. de Rafael Jrbashya (2007)
- Il rischio, d'Eduardo De Filippo, dir. de  Rafael Jrbashyan (2009)
- Zio Vanja, d'Anton Tchekhov, dir. de David Harutyunyan (2010)
- Il gabbiano d'Anton Tchekhov, dir. de Rafael Jrbashyan (2011)
- La strana notte di Vico Renica d'Igiaba Scego, dir. de Migel Rosario (2011)
- A porte chiuse de Jean-Paul Sartre, dir. de Marine Galstyan[4]
- L'appartamento sold out de Francesco Apolloni (it), dir. de Vanessa Gasbarri (2015)
- Il grande male, de Sargis Galstyan, dir. de Sargis Galstyan. (2015)
- Reality, d'Alessandro Sena, dir. d' Alessandro Sena. Teatro Cometa Off di Roma (2017)
- Play Hamlet, de William Shakespeare, dir. d'Alessandro Sena. Teatro Cometa Off di Roma (2017)
- Se la terra trema, de Maria Inversi[5] et est mariée à son collègue Sargis Galstyan.
- Valium, de Alessandro Sena. Teatro della Cometa di Roma (2020)
- Pole Dance, de Sargis Galstyan. Teatro Cometa Off di Roma (2020)
- Forse non lo sai, ma pure questo è amore, d'Alessandro Sena. Teatro Cometa Off di Roma (2021)
- Pericolosamente, d'Eduardo De Filippo, dir. de Alessandro Sena (2021)
- Proposta di matrimonio d'Anton Tchekhov, dir. de Marine Galstyan (2021)